# Paratha

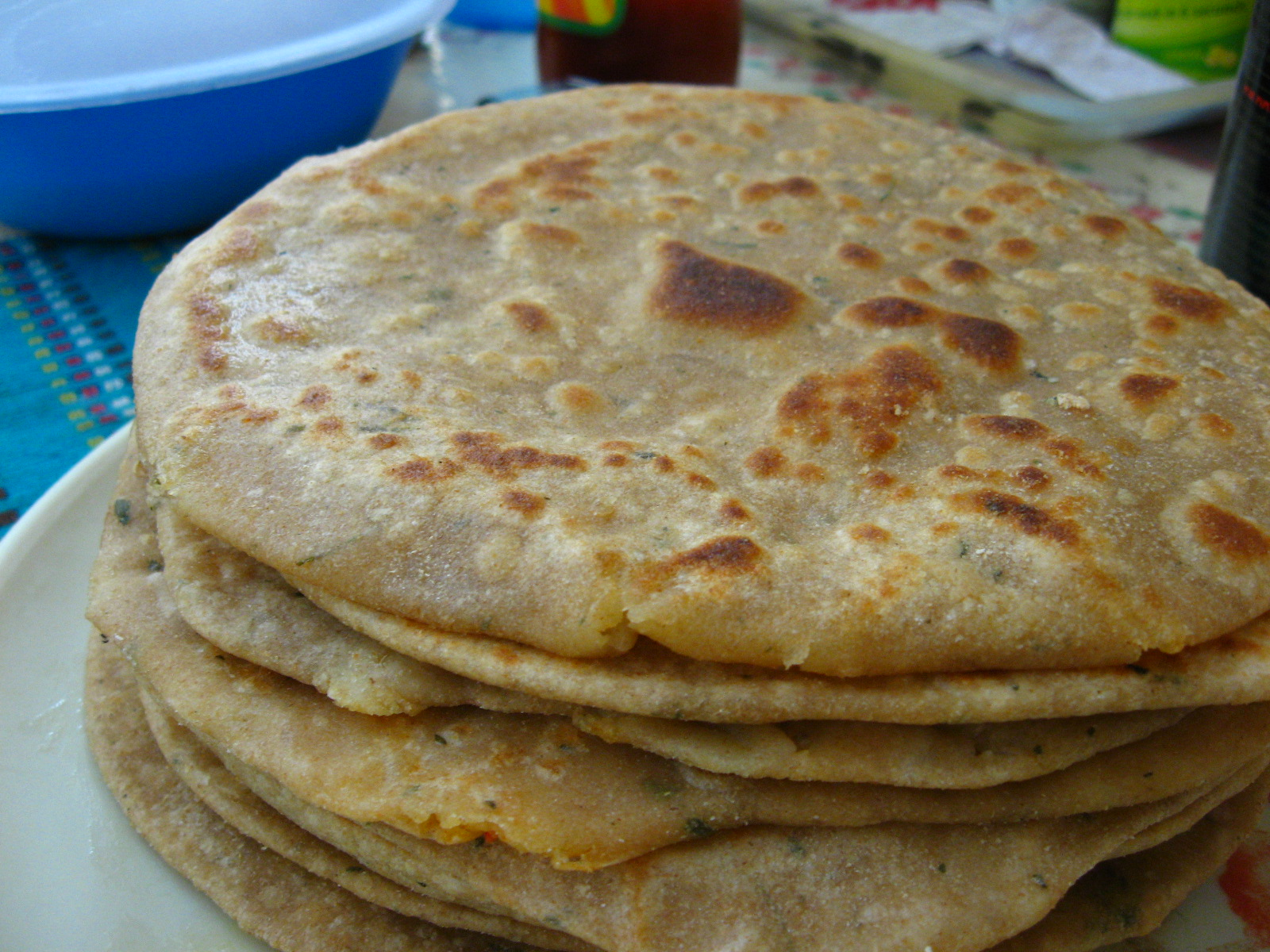
Aloo paratha

Paratha je chlebová placka původem z Indického subkontinentu. Paratha je zmíněna již v raně středověkých písemných záznamech v sanskrtu pocházejících z Indie. V moderní době ji kromě Indie lze nalézt i v Pákistánu, v Nepálu, na Maledivách, v Bangladéši, v Afghánistánu, v Myanmaru, v Malajsii, v Singapuru, v Thajsku, na Mauriciu, na Fidži, v Guyaně, v Surinamu a na Trinidadu a Tobagu, kde je základní surovinou pro jeho výrobu pšenice. Je tak jednou z nejoblíbenějších chlebových placek Indického subkontinentu a Středního východu.
Slovo paratha vzniklo ze dvou slov, parat a atta, což doslova znamená vrstvy vařeného těsta. Alternativní varianty hláskování a názvy zahrnují parantha, parauntha, prontha, parontay, paronthi (paňdžábština), porota (bengálština), paratha (urijština, urdština, hindština), palata (v Myanmaru), porotha (ásámština), forota (v jazyce čitágáon a sylhetštině), faravatha (v Bhojpuri), farata (na Mauriciu a Maledivách), prata (v jihovýchodní Asii), buss-up shut, oil roti (v anglofonní části Karibiku) a roti canai (v Malajsii a Indonésii).

## Etymologie
Slovo paratha je odvozeno ze sanskrtu. Recepty na různé plněné pšeničné "parathy" jsou zmíněny v textu Manasollasa, sanskrtské encyklopedii ze 12. století sestavené Someshvarou III.